# روزلاند (کانزاس)
روزلاند (به انگلیسی: Roseland) شهری در ایالت کانزاس کشور ایالات متحده آمریکا است که جمعیت آن در سرشماری سال ۲۰۱۰ میلادی، ۷۷ نفر بوده‌است.